# Nostalgia (film)
Nostalgia este un film de Andrei Tarkovsky.

## Detalii tehnice
- Durata: 126 min.
- Perioada producerii: 1981-1983.
- Anul difuzării: 1983. Color cu secvențe în alb / negru.
- Scenariul: Andrei Tarkovski, Tonino Guerra.
- Imaginea: Giuseppe Lanci.
- Decorurile: Andrea Crisanti.
- Muzica: Claude Debussy, Giuseppe Verdi, Richard Wagner, Ludwig van Beethoven.
- Asistenți de regie: Norman Mozzato, Larisa Tarkovskaia.
- Montajul: Amedeo Salfa, Erminia Marani.
- Sunetul: Danilo Moroni.
- Director de producție: Francesco Casati.
- Cu: Oleg Iankovski (Andrei Gorceakov), Domiziana Giordano (Eugenia), Eriand Josephson (Domenico), Patrizzia Terreno, Laura de Marchi, Delia bocardo, Milena Vukotic.
- Producător: R.A.I. RETE 2, Opera Film, Șovin Film (U.R.S.S.).

## Sinopsis
Un scriitor rus, Gorceakov, pleacă pe urmele unui compatriot, un muzician exilat în Italia secolului al XVIII-lea, în scopul scrierii biografiei acestuia. Ajutat de o traducătoare, Eugenia, cu care consumase o poveste de dragoste, el parcurge Italia de nord, de la Roma la Arezzo. Dorul de casă, de Rusia natală macină sufletul lui Gorceakov, paralizându-i orice putere de acțiune, dar și inițiativa de întoarcere acasă. Peregrinările lui alternează între o capelă pictată de Piero della Francesca, Roma și zona piscinei termale a Sfintei Catherina, în care pensionarii hotelului din apropiere vin să se scalde. În acest loc Gorceakov îl descoperă pe Domenico, fost profesor de matematică, un mistic aproape nebun, care meditează la sensul existenței. Cei doi împărtășesc convingeri comune asupra tragediei civilizației; în plus, simplitatea sufletească a lui Domenico îi dă curajul de a acționa. Împrietenindu-se, Domenico îl ajută pe Gorceakov să-și depășească nesiguranța interioară și îi dezvăluie taina unui ritual expiator. Apoi pleacă la Roma pentru a-și da foc, demonstrativ, în piața Capitoliului; în timp ce se stropește cu benzină pe statuia lui Marc Aureliu, Domenico predică mulțimii impasibile adunate la „spectacol" despre sensul uitat al existenței, despre alienarea și lipsa de credință în care s-a afundat omenirea. Ascultând sfatul lui Domenico, Gorceakov traversează bazinul toscan, ținând o lumânare aprinsă în mâini. Ritualul e repetat cu răbdare, până când scriitorul reușește să atingă peretele opus al piscinei, păstrând flacăra aprinsă. Gorceakov își depășește starea de neputință interioară, dar rămâne prizonier al exilului.